# Louis Braille
Louis Braille (Coupvray, 4. siječnja 1809. – Pariz, 6. siječnja 1852.), francuski tvorac pisma za slijepe
I sam slijep od svoje treće godine, i kasnije kao učitelj u Zavodu za slijepe u Parizu, upoznao je potrebe i mogućnosti slijepih osoba u obrazovanju pa je 1824. godine stvorio pismo za slijepe. Kasnije je svoj izum usavršio do te mjere da se može upotrijebiti kao internacionalno sljepačko pismo. Brailleovo pismo za slijepe bazira se na skupinama od 6 točaka – po tri u dva okomita reda. Na jačem papiru neke se točke u skupini ispupče pa je tako za svako slovo stvoren poseban znak odnosno raspored istaknutih točaka koje slijepi čitaju pipajući kažiprstom desne ruke s lijeva na desno. Braille je također izumio brojeve i matematičke znakove za slijepe, a kao istaknuti reproduktivni glazbenik, izradio je sustav glazbenih znakova. Danas postoje posebne tiskare u kojima se knjige tiskaju Brailleovim pismom.